# Cola (cantão)
Cola (em armênio: Կող; romaniz.: Koł; em georgiano: კოლა; romaniz.: K’ola; em turco: Göle), a antiga Culca (Kulḫa) ou Colca (Kolḫa) do Reino de Urartu, segundo a Geografia de Ananias de Siracena (século VII), foi um gavar (cantão) da província de Taique, no Reino da Armênia. Compreendia uma área de 1 125 quilômetros quadrados em torno das fontes do rio Cura.

## História
Cola deve ter pertencido ao Reino da Ibéria no tempo dos primeiros reis farnabázidas como parte do Ducado de Tsunda. No tempo da dinastia artaxíada, foi conquistada pelo Reino da Armênia junto de Tao/Taique, como atestado por Estrabão e Plínio, o Velho, que referiram-se às fontes do Cura como parte da Grande Armênia. Moisés de Corene registrou a tradição histórica segundo a qual o mítico Valarsaces I (século III a.C.) utilizou o distrito para plantar vinhedos e jardins, o que reforça sua posse armênia. No final do século I, no entanto, como registrado por Plutarco, as fontes do Cura voltaram aos domínios ibéricos. No século VI, uma obra hagiográfica conhecida como Martírio dos Nove Infantes de Cola, que aparenta registrar uma tradição mais antiga, atesta a existência de um príncipe local, cuja dinastia não é registrada nas listas de príncipes armênios.
A omissão da suposta família nobre local nas fontes armênias indica que eles ocuparam a região enquanto ela esteve sob controle ibérico, pois presume-se que Cola tenha retornado ao controle armênio dada sua menção por Ananias de Siracena como um dos cantões de Taique. Em 591, o imperador Maurício recebeu vastas porções da Armênia sassânida em compensação da ajuda militar prestada ao xainxá Cosroes II (r. 590–628). Todos os distrito que compunham Taique foram incluídos na província recém-fundada da Armênia Profunda. Em 791, parece que caiu sob controle do Principado da Ibéria e no século IX, quando ocorre sua segunda menção nas fontes georgianas além daquela registrada no Martírio, fazia parte dos domínios do curopalata Asócio I (r. 813–826/30).